# Teodosio Lares
Pour les articles homonymes, voir Lares.
Teodosio Lares (29 mai 1806, Aguascalientes - 22 janvier 1870, Mexico) est un homme d'État mexicain et fut président de la Junte supérieure de gouvernement du Mexique, et président du Conseil des ministres pendant le gouvernement monarchique mexicain de Maximilien Ier) et le Ministre de Justice du Mexique pendant le gouvernement constitutionnel du Empire mexicain,.